# Richard F. Gordon
Richard Francis Gordon (Dick) (Seattle, Washington, 1929. október 5. – San Marcos, Kalifornia, 2017. november 6.) amerikai berepülőpilóta, űrhajós.  A Holdhoz repült 24 űrhajós egyike.

## Életpálya
1951-ben a Washingtoni Egyetemen kémiából diplomázott. 1953-tól haditengerészeti pilóta. 1957-től 1960-ig berepülő tesztpilóta. Repülés biztonsági tiszt, segédhadműveleti tiszt, leszállást oktató tiszt. 1961. májusában 1400 km-en, Los Angelesből New Yorkba egyórás sebességi csúcsot ért el. 4500 órát repült, ebből 3500 órát sugárhajtású repülőgépekkel. 1962-ben a második csoportba is felvételt nyert, de csak 1963. október 17-től a harmadik űrhajós csoportban kapott kiképzést. A Gemini-11 parancsnokával, Charles Conraddal az USS Ranger repülőgép-anyahajón szobatársak voltak. Az Apollo-program keretében az Apolló-15 anyaűrhajó pilótájának, az Apolló-18 holdkomp parancsnokának jelölték. A költségvetés csökkentése következtében a tervezett űrrepülések elmaradtak. 1972. január 1-jén kivált a NASA kötelékéből. Több vállalat élén tevékenykedett.

## Űrrepülések
- A Gemini–8 (1966. március 16. – 1966. március 17. tartalék pilótája.
- A Gemini–11 (1966. szeptember 12. – 1966. szeptember 15.) másodpilótája.
- Az Apollo–9 (1969. március 3. – 1969. március 13.  anyaűrhajó tartalék pilótája.
- Az Apollo–12 űrhajón (1969. november 14 – 1969. november 24.) az anyaűrhajó pilótája.

## Szakmai sikerek
Viselheti a Gemini–11 és az Apollo–12 űrhajós jelvényt.